# Günter Hotz
Günter Hotz (16 de novembro de 1931) é um matemático alemão. É um pioneiro da ciência da computação na Alemanha, 